# Bernat Montagud
Bernat Montagud Piera (Alcira, 1947) es un historiador y escritor español. Es doctor en Ciencias Históricas, catedrático de Geografía e Historia y académico de Bellas Artes.

## Carrera
Educado en los jesuitas de Valencia y los franciscanos de Carcagente, Bernat Montagud cursó sus estudios universitarios en la Universidad de Valencia obteniendo el grado de doctor en 1974 por su tesis sobre el pintor Segrelles. En la actualidad se encuentra jubilado. Ha sido docente en la propia Universidad de Valencia y en diversos colegios e institutos de la Comunidad Valenciana y el País Vasco, ejerciendo en los últimos años su magisterio en la Universidad Nacional de Educación a Distancia y en el Instituto Rey Don Jaime de Alcira. Colabora con la Consellería de Educació i Cultura de la Generalidad Valenciana en proyectos de innovación y formación educativa y es miembro de la Asociación Española de Críticos de Arte y de la Real Academia de Bellas Artes de San Carlos. 
Colabora asiduamente en artículos de carácter divulgativo sobre Historia, tradiciones y costumbres en prensa escrita y radio, trabajando como guionista en documentales y participando en tertulias literarias como El Faro de Alejandría y en las comisiones Teodoro Andreu 1988, Aben Tomlús 2000 y Centenario de Entre Naranjos de Vicente Blasco Ibáñez, 2000.
Como historiador ha publicado diversas obras, unas circunscritas a su ciudad natal, como Alzira, mito, leyenda, historia en 1980 o Alzira, Estudios artísticos en 1989 y otras de temática valenciana como Monasterios Valencianos (Valldigna, Cotalba, Llutxent) en 1983, o la Gran Enciclopèdia Valenciana en 1990.

## Labor como novelista
Es en su faceta de escritor de novela con la que el profesor Montagud ha alcanzado importante notoriedad, habiendo editado con gran éxito de crítica y público Alyazirat 1994, El Alcázar de las Sombras. ¿Quién mató a Velázquez? 1999, Don Carlos, príncipe de tinieblas 2002, El banquero de Dios 2006, Cuentos de la isla 2010 y Cuervos 2016.
- Montagud, Bernat (2016). Cuervos. Neopatria. p. 424. ISBN 9788416391660.

- Montagud, Bernat (2006). El banquero de Dios. Algar. pp. 358. ISBN 9788496514836.

- Montagud, Bernat (2002). Don Carlos, príncipe de tinieblas. Algar. p. 232. ISBN 9788495722041.
- Montagud Piera, Bernat (2010).  Ayuntamiento de Alzira, ed. Cuentos de la isla. Ilustraciones Ferran Boscà Sifre. Ayuntamiento de Alzira. p. 268. ISBN 978-84-95686-36-7.
- Montagud, Bernat (1999). El alcázar de las sombras. ¿Quién mató a Velázquez. Algar. pp. 304. ISBN 978-84-923853-4-8.
- Franco, Josep; Jarque, Francesc; Montagud, Bernat (1998).  Bancaja; Generalitat Valenciana, ed. Les ciutats valencianes. ISBN 9788489413764.
- Montagud, Bernat (1994).  Ayuntamiento de Valencia, ed. Alyazirat. p. 197. ISBN 9788488639233.
- Montagud, Bernat (1991).  Ayuntamiento de Alzira, ed. Ruta cultural por la ribera del Xúquer. ISBN 84-88689-06-3.
- Montagud, Bernat (1990). Gran Enciclopedia Valenciana.
- Montagud, Bernat (1989-1990). Alcira. Estudios artísticos.
- Montagud, Bernat (1984-1985). El puente de San Bernardo. Iconografía y tradición.
- Montagud, Bernat (1983). Catálogo de monasterios y conjuntos de la Comunidad Valenciana.
- Montagud, Bernat (1983). Monasterios valencianos (Valldigna, Cotalba, Llutxent).
- Montagud Piera, Bernat (1983).  Ayuntamiento de Alcira, ed. Teodoro Andreu Sentamans: biografía pictórica (1870-1935). ISBN 84-300-8905-0 |isbn= incorrecto (ayuda).
- Montagud, Bernat (1981). Alzira. Arte en su Historia.
- Montagud, Bernat (1981).  Instituto Rey Don Jaime, Alzira, ed. Alzira, mito, leyenda, historia. p. 192. ISBN 84-300-3813-2.
- Montagud, Bernat (2020). Ossa arida. Reclam Editorial. ISBN: 978-84-16920-58-7
- Montagud, Bernat (2022). Lo spagnoletto. Jusepe de Ribera, El Españoleto. Editorial Neopàtria, S.L. ISBN 978-84-18598-55-5.

## Premios y galardones
- Premio de Literatura Alfons el Magnànim, 1998.
- Premio de Novela Azorín, finalista, 1998.
- Finalista Premio de Narrativa Ciudad de Valencia, 1992.
- Premio de Narrativa Juan Gil Albert, finalista, 1992.
- Finalista Premio Valencia de Literatura-Biografía, 1979.
- Medalla de Oro de la Ciudad de Alzira, 1993.